# Vincuk Vjačorka
Vincuk Ryhoravič Vjačorka (bělorusky Валянцін Рыгоравіч Вячорка; rusky Валентин Григорьевич Вечёрко; * 7. července 1961, Brest, SSSR) je běloruský opoziční novinář, jazykovědec, aktivista a také člen politické strany Běloruská lidová fronta (bělorusky Беларускі народны фронт; Партыя БНФ).

## Životopis
Vincuk Ryhoravič Vjačorka vystudoval běloruský jazyk a literaturu na Běloruské státní univerzitě.

### Politická opozice vůči Lukašenkovi
V roce 2006, jen krátce před plánovanými prezidentskými volbami v Bělorusku, byl za nepovolené shromažďování zadržen a na několik dnů uvězněn.

### Ocenění a vyznamenání
V listopadu roku 2017 se stal jedním z laureátů Ceny ÚSTR za svobodu, demokracii a lidská práva.

## Citáty
- (Řekl o postavení běloruštiny v zemi): „Na sjezdu Běloruské jazykové společnosti řekl, že strategií běloruské vlády je prodávat nadřazenost ruštiny v Bělorusku "za různé výsady a geopolitické výhody. Úřady potřebují běloruštinu jen k tomu, aby občas mohly východního souseda postrašit, ale nikoliv k tomu, aby umožnili svobodným lidem hovořit bělorusky nahlas a s důstojností.“[8]
- (Řekl o ruské anexi Krymu): „Všichni víme, že můžeme (pozn. my Bělorusové) být další na řadě.“ [9]